# Formierung
Die Formierung ist eine Nachbehandlung bzw. Oberflächennachbehandlung in der Oberflächentechnik. Dabei wird durch elektrische Einwirkung eine Oberflächenschicht erzeugt oder verändert und so beispielsweise bei elektronischen Bauelementen die Funktionsfähigkeit herbeigeführt. Typische Beispiele sind Oxidkathoden und dielektrische Schichten in Elektrolytkondensatoren.
Weiterhin wird die Veränderung eines Halbleiterüberganges während der Halbleitererstmessung als Formierung bezeichnet. Dabei wird durch elektrische Einwirkung eine Grenzflächenänderung herbeigeführt, die die Funktionsfähigkeit herbeiführt oder verbessert. Typisches Beispiel ist die Verringerung des Leckstromes einer Sperrschicht durch Einprägen eines hohen Sperrstromes. Hier ist dies im Allgemeinen ein unerwünschtes Verhalten.